# Кіт-Карсон (округ, Колорадо)
Шаблон:StateAbbr_ 39°19′ пн. ш. 102°36′ зх. д. / 39.31° пн. ш. 102.6° зх. д.
Округ Кіт-Карсон (англ. Kit Carson County) — округ (графство) у штаті Колорадо, США. Ідентифікатор округу 08063.

## Історія
Округ утворений 1889 року.

## Демографія
За даними перепису 
2000 року 
загальне населення округу становило 8011 осіб, зокрема міського населення було 3701, а сільського — 4310.
Серед мешканців округу чоловіків було 4236, а жінок — 3775. В окрузі було 2990 домогосподарств, 2081 родин, які мешкали в 3430 будинках.
Середній розмір родини становив 3,07.
Віковий розподіл населення поданий у таблиці:
| Стать    | До 15 років | 15-21 | 22-29 | 30-39 | 40-49 | 50-65 | 65-85 | Понад 85 |
| -------- | ----------- | ----- | ----- | ----- | ----- | ----- | ----- | -------- |
| Чоловіки | 914         | 427   | 424   | 664   | 654   | 642   | 456   | 55       |
| Жінки    | 811         | 349   | 278   | 522   | 548   | 607   | 528   | 132      |

## Суміжні округи
- Юма — північ
- Шаєнн, Канзас — північний схід
- Шерман, Канзас — схід
- Воллес, Канзас — південний схід
- Шаєнн — південь
- Лінкольн — захід
- Вашингтон — північний захід

## Виноски
1. ↑  U.S. Decennial Census. United States Census Bureau. Архів оригіналу за 26 квітня 2015. Процитовано 8 червня 2014.
2. ↑  Historical Census Browser. University of Virginia Library. Архів оригіналу за 30 травня 2019. Процитовано 8 червня 2014.
3. ↑  Population of Counties by Decennial Census: 1900 to 1990. United States Census Bureau. Архів оригіналу за 31 липня 2014. Процитовано 8 червня 2014.
4. ↑  Census 2000 PHC-T-4. Ranking Tables for Counties: 1990 and 2000 (PDF). United States Census Bureau. Архів оригіналу (PDF) за 18 грудня 2014. Процитовано 8 червня 2014.
5. ↑  State & County QuickFacts. United States Census Bureau. Архів оригіналу за 6 червня 2011. Процитовано 10 лютого 2014.(англ.) Наведено за англійською вікіпедією.
6. ↑  American FactFinder. Бюро перепису населення США. Архів оригіналу за 29 липня 2011. Процитовано 31 січня 2008.

| США | Це незавершена стаття з географії США. Ви можете допомогти проєкту, виправивши або дописавши її. |